# پارسا تویسرکانی
عبدالرحمان پارسا تویسرکانی (زادهٔ ۱۲۸۸ شمسی در تویسرکان – درگذشته ۲ فروردین ۱۳۶۹ در تهران) شاعر و نویسندهٔ معاصر ایران بود. شهرت وی بیشتر مرهون غزلیات اوست. از جمله کارهای او به نظم درآوردن مثل‌ها و حکایت‌های اقوام مختلف دنیا و چاپ آنها در مجلهٔ گوهر بین سال‌های ۱۳۵۲ تا ۱۳۵۷ بود.

## زندگی
پارسا علوم ابتدایی و متوسطه را در شهرهای تویسرکان، مازندران و تهران به پایان رساند و از دارالمعلمین مرکزی فارغ‌التحصیل شد. پس از پایان تحصیلات، در دبیرستان‌های تهران و مدرسهٔ عالی سپهسالار به معلمی پرداخت. او همچنین در دولت ازهاری مشاور مطبوعاتی نخست‌وزیر بود؛ اما عمده فعالیت وی در مطبوعات و سردبیری مجله‌ها و روزنامه‌هایی چون معارف و کرمانشاه نیز خلاصه می‌شد.

### شاعری
او از جوانی به سرودن شعر پرداخت. شمار ابیات او را بیش از پنج‌هزار دانسته‌اند. قالب‌های مورد علاقهٔ او نیز غزل، قطعه، مثنوی و رباعی بود. هر چند دیوان اشعار او هنوز به چاپ نرسیده‌است؛ اما بیشتر شعرهای او در مجله‌های ارمغان، وحید، گوهر و مجله‌های کشورهای افغانستان و پاکستان منتشر شد. برخی از اشعار او را پروفسور ایلسکی به زبان روسی و پروفسور مولوی به زبان انگلیسی ترجمه کرده‌اند.

## آثار
- تصحیح و چاپ دیوان دیوان افسر سبزواری
- تصحیح دیوان عنصری
- تصحیح و چاپ دیوان رضی‌الدین آرتیمانی
- تاریخ تویسرکان
- تصحیح، مقدمه و چاپ قیصرنامهٔ ادیب پیشاوری
- مقدمهٔ دیوان مجنون تویسرکانی